# Lophichthys boschmai
Lophichthys boschmai es un pez abisal de la familia Lophiiformes. Esta especie fue reconocida en 1964 por Marinus Boeseman.
Es un pez pequeño, con poco más de 5 centímetros (2,0 pulgadas) de longitud, de piel sensible y un señuelo para atraer a sus presas. Vive en aguas poco profundas frente a la costa de Nueva Guinea.

### Lectura recomendada
- Joseph S. Nelson: Fishes of the World. Wiley, New York 2006, ISBN 0-471-25031-7.
- Kailola, P.J.0 The fishes of Papua New Guinea. A revised and annotated checklist. Vol. 1. Myxinidae to Synbranchidae. Research Bulletin No. 41. Department of Fisheries and Marine Resources, Port Moresby, Papua New Guinea. 194 p. (Ref. 6993).
- Wu, H.L., K.-T. Shao and C.F. Lai (eds.)0 Latin-Chinese dictionary of fishes names. The Sueichan Press, Taiwán. 1028 p. (Ref. 31517).
- Nelson, J.S. 1984. Fishes of the world. 2nd edition. John Wiley & Sons, Inc., New York. 523 p.